# Ołeh Dyhorow
Ołeh Ihorowycz Dyhorow (ukr. Олег Ігорович Дигоров; ur. 27 kwietnia 1983) – ukraiński zapaśnik startujący w stylu wolnym. Brązowy medalista wojskowych MŚ w 2002. Drugi w Pucharze Świata w 2006 roku.